# I Need to Be Alone
I Need to Be Alone è un singolo della cantante norvegese Girl in Red, pubblicato il 13 marzo 2019.

## Tracce
1. I Need to Be Alone – 2:56